# Le Mangeur de melon et de raisin
 (avril 2018).
Si vous disposez d'ouvrages ou d'articles de référence ou si vous connaissez des sites web de qualité traitant du thème abordé ici, merci de compléter l'article en donnant les références utiles à sa vérifiabilité et en les liant à la section « Notes et références ».
Le Mangeur de melon et de raisin est un tableau peint en 1650 par Bartolomé Esteban Murillo. Il mesure 145,6 × 103,6 cm. Il est conservé à l'Alte Pinakothek à Munich en Allemagne. 

## Histoire
Murillo a été un des premiers peintres européens à représenter des scènes avec des garçons comme protagonistes, et même comme thème principal.
La toile fait partie d'un ensemble de peintures de genre populaire et à thème enfantin peints par Murillo entre les années 1670 et 1675. Cette thématique utilisée par le peintre nous montre, à travers une scène innocente, la triste et misérable condition dont souffraient les jeunes mendiants qui pullulaient à l'époque dans les rues de Séville. On peut voir également par exemple son œuvre Enfants mangeant un gâteau, de semblable facture et conservée également dans le musée de Munich. Dans ses œuvres, Murillo dénonce le péché de la gourmandise qu'ont les enfants.  